# Pterois lunulata
Pterois lunulata е вид лъчеперка от семейство Scorpaenidae. Видът не е застрашен от изчезване.

## Разпространение и местообитание
Разпространен е в Австралия (Западна Австралия, Куинсланд и Северна територия), Индонезия, Китай, Нова Каледония, Провинции в КНР, Тайван, Хонконг, Южна Корея и Япония.
Обитава морета и рифове. Среща се на дълбочина от 9 до 251 m, при температура на водата около 26 °C и соленост 35 ‰.

## Описание
На дължина достигат до 35 cm.